# TuS 05 Dortmund-Wellinghofen
| Größte Erfolge:                                                                                              | Größte Erfolge: |
| --- | --------------- |
| Feldhandball: - Deutscher Meister 1964 Deutscher Vizemeister 1971 Hallenhandball: Deutscher Vizemeister 1974 |                 |

Der TuS 05 Dortmund-Wellinghofen (Turn- und Sportverein Dortmund-Wellinghofen 05 e. V.) ist ein Sportverein aus dem südlichen Dortmunder Stadtteil Wellinghofen.
Überregional bekannt wurde der Verein durch die Erfolge seiner Männer-Handballmannschaft; 1964 wurde der TuS Deutscher Meister im Feldhandball.
Der Verein wurde am 4. November 1905 als Turnverein Wellinghofen gegründet; nachdem 1926 eine Schwimmabteilung gegründet wurde, war der Vereinsname vorübergehend Turn- und Schwimmverein Wellinghofen.

## Handball
Seit 1915 wird beim TuS Handball gespielt, zunächst als Torball, eine Frühform des Handballspiels für Damenteams. 1925 wurde die erste Herrenmannschaft für den Feldhandball aufgestellt.

### Feldhandball
Größere Erfolge stellten sich aber erst in der Nachkriegszeit ein. Der TuS 05 war zwischen 1962 und 1965 durchgehend für die Teilnahme an der Endrunde zur Deutschen Feldhandballmeisterschaft qualifiziert. Bei der ersten Teilnahme 1962 schied die Mannschaft schon in der Vorrunde gegen den späteren Meister TSV Ansbach aus, das Turnier 1963 endete für Wellinghofen im Halbfinale. Im Jahr darauf gelang der größte Erfolg der Vereinsgeschichte mit dem Titelgewinn bei der Deutschen Meisterschaft 1964; das Endspiel vor 25.000 Zuschauern im Ludwig-Jahn-Stadion in Herford wurde gegen Grün-Weiß Dankersen mit 13:9 gewonnen.
1966 qualifizierte sich Wellinghofen für die vom DHB in der folgenden Saison 1967 gestartete Feldhandball-Bundesliga, der Verein nahm an allen sieben Spielzeiten teil und wurde 1970 und 1971 Staffelmeister der Bundesliga Nord. 1970 scheiterte Wellinghofen darauf im Halbfinale der Staffelsieger knapp mit einem Tor Unterschied am TV Hochdorf. Zum größten Bundesliga-Erfolg auf dem Großfeld wurde die Spielzeit 1971, als der Verein sich erst im Endspiel dem TSV Grün-Weiß Dankersen geschlagen geben musste und Deutscher Vizemeister wurde.

### Hallenhandball
Wie auf dem Feld war Wellinghofen auch im Hallenhandball Gründungsmitglied der zur Saison 1966/67 eingeführten Handball-Bundesliga, der TuS qualifizierte sich als zweiter der Ausscheidungsrunde 1966 bei der westdeutschen Regionalmeisterschaft. Und ebenfalls wie im Feldhandball blieb eine Deutsche Vizemeisterschaft der größte Bundesliga-Vereinserfolg: in der Saison 1973/74 hatte der TuS hatte die Bundesliga Nord als Staffelsieger abgeschlossen, setzte sich auch in den beiden Halbfinalspielen gegen Frisch Auf Göppingen durch und unterlag erst im Finale gegen den VfL Gummersbach mit 19:14.
Als 1977 die neue eingleisige Bundesliga eingeführt werden sollte, war Wellinghofen durch die Ergebnisse der Saison 1976/77 sportlich zunächst für die Teilnahme qualifiziert. Nach Einsprüchen des TuS Derschlag gegen die Wertung mehrerer Bundesligaspiele verlor Wellinghofen die Qualifikation aber am grünen Tisch wieder und musste den Abstieg in die Regionalliga hinnehmen. Anschließend konnte der TuS an die alten Erfolge nicht mehr anknüpfen, fünf Jahre später, nach der Saison 1981/82, folgte der Abstieg in die Oberliga.
Zwischen 2000 und 2013 gab es mit dem TuS Lücklemberg eine Spielgemeinschaft unter dem Namen HC Dortmund-Süd. Inzwischen (Stand 2014) spielt die erste Herrenmannschaft in der Landesliga, die Damen in der Bezirksliga.

## Andere Abteilungen
Außer Handball bietet der Club Angebote in den Sportarten Rhönrad, Turnen, Basketball, Tischtennis und Karate.